# Techniscope
Techniscope ist eine Marke von Technicolor, die damit seit 1963 ihr eigenes Verfahren zur Herstellung anamorphotischer 35-mm-Breitwandfilme bezeichnet. Das Vorführformat von Techniscope ist kompatibel zu dem von CinemaScope und vergleichbaren Verfahren. Im Gegensatz dazu wird bei Techniscope mit der Kamera aber ein unverzerrtes Breitbild aufgezeichnet, das erst für die Vorführkopie anamorphotisch gestaucht wird.
Wurden die Vorführkopien nicht von Technicolor selbst, sondern von anderen Kopierwerken hergestellt, trugen diese die Bezeichnung Cromoscope.
Das Techniscope-Verfahren fand seine größte Verbreitung bei italienischen Filmproduktionen.

## Technische Grundlagen

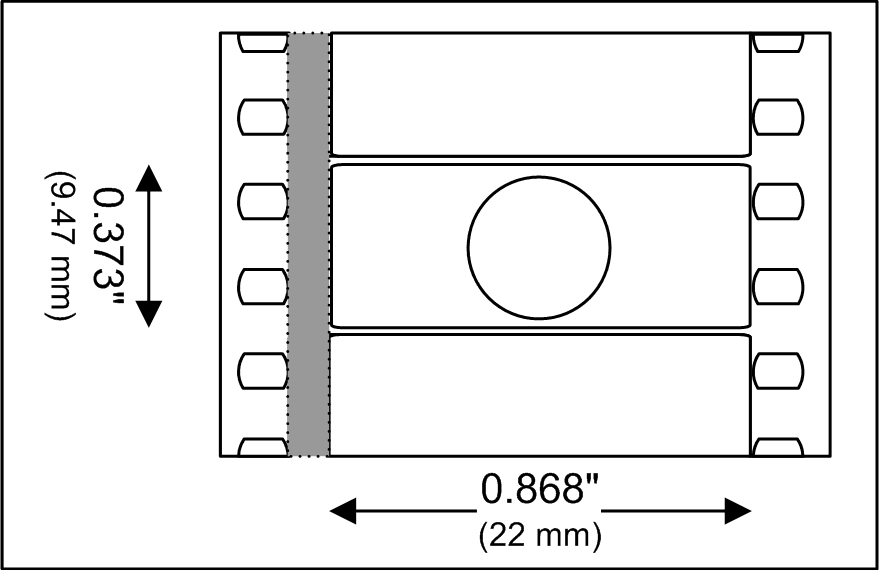
Techniscope-Einzelbild.

Der Filmschritt des wie üblich vertikal durch die Filmkamera laufenden 35-mm-Films beträgt bei Techniscope nur zwei statt der normalen vier Perforationslöcher (35 mm 2-perf statt 35 mm 4-perf). Die Einzelbilder haben die Abmessungen 22 mm × 9,47 mm und sind damit nur etwa halb so hoch wie beim Normalbild. Damit entstehen zunächst echte Breitbilder im Seitenverhältnis 2,32:1. Die Kamera wird nicht mit einem Anamorphoten ausgestattet und das Negativbild bleibt deshalb unverzerrt.
Von dem geschnittenen Techniscope-Kameranegativ (Schnittnegativ) wird beim Kopieren auf dem optischen Printer ein anamorphotisch gestauchtes Interpositiv hergestellt, so dass ein normalformatiges Bild mit dem üblichen Schritt von 4 Perforationslöchern entsteht. Hiervon werden im Kontaktverfahren formatgleiche Internegative gezogen, die wiederum als Grundlage für die ebenfalls formatgleichen Vorführkopien dienen. Bei der Projektion werden die Bilder mit einem Anamorphoten in der Breite gedehnt (entzerrt) und weisen dann auf der Leinwand das auch von CinemaScope bekannte Breitbild-Seitenverhältnis von 2,35:1 auf.
Bei der modernen digitalen Weiterverarbeitung eines Techniscope-Kameranegativs durch Scannen wird ein Digital Intermediate erstellt, so dass die weiteren fototechnischen Kopierschritte entfallen.
Für die Filmaufnahme werden Filmkameras (früher waren dies meist Arriflex oder Mitchell BNC) eingesetzt, deren Filmschritt von 4-perf auf 2-perf umgebaut wurde. Daneben gibt es aber auch Kameras von Aaton (Penelope), die von vornherein für Techniscope eingerichtet sind.

## Vorteile
- Techniscope benötigt nur halb so viel Kameranegativ-Filmmaterial wie bei Verfahren mit Normalbildgröße. Aus diesem Grund wurde Techniscope scherzhaft auch als „CinemaScope für Arme“ bezeichnet.
- Techniscope erfordert keine teuren und schweren Anamorphoten an der Kamera. Stattdessen werden normale Objektive verwendet. Für die Dreharbeiten können somit leichte und preiswerte 35-mm-Filmkameras eingesetzt werden, deren Bildfenster und Filmschritt auf Techniscope umgebaut wurde. Das geringe Gewicht ermöglicht den flexiblen Einsatz als Handkamera.
- Für eine Techniscope-Produktion wird eine geringere Leistung an Kunstlicht benötigt, da lichtschwächende Anamorphoten an der Kamera entfallen.
- Durch die Verwendung von nicht-anamorphotischen Objektiven sind plastisch wirkende Groß- und Detailaufnahmen bei geringem Abstand in höherer Qualität möglich (Weitwinkelaufnahmen im Nahbereich oder ggf. auch Makrofotografie). Vergleichbare Einstellungen sind mit anamorphen Objektiven nicht realisierbar, da die anamorphotischen Glieder im Objektiv zu unnatürlichen Bild-Verzerrungen führen würden. Bei Techniscope ist der Aufnahme-Anamorphoten ins Kopierwerk (Herstellung des Interpositivs) verlagert, wo wegen des fixen Abbildungsabstands seine Abbildungsfehler minimiert werden können.
- Bei gleichem horizontalen Bildwinkel und gleicher Blendenöffnung weisen Techniscope-Aufnahmen gegenüber anamorphotischen Aufnahmen eine deutlich höhere Schärfentiefe auf, da für den gleichen horizontalen Blickwinkel bei anamorphotischer Aufnahme die doppelte Brennweite wie bei Techniscope erforderlich ist, was die Schärfentiefe verringert.

## Nachteile
- Die gegenüber anamorphotischer Aufnahme reduzierte Kameranegativ-Fläche des Techniscope-Bildfensters bringt einen Verlust an Auflösungsvermögen mit sich, die als Bildschärfenverlust wahrgenommen wird.

## Filmbeispiele
Zwei gute Studienbeispiele für Techniscope als verzerrungsarmes Breitbild-Aufnahmeverfahren sind Sergio Leones Western Spiel mir das Lied vom Tod (1968), bei dem Tonino Delli Colli die Kamera führte, sowie Keoma (1976) von Enzo G. Castellari.